# Semanding (Gombong)
Semanding is een bestuurslaag in het regentschap Kebumen van de provincie Midden-Java, Indonesië. Semanding telt 5518 inwoners (volkstelling 2010).